# Film på Gotland
Film på Gotland är sedan 1995 ett regionalt resurs- och produktionscentrum för film på Gotland, med säte på förra KA3;s militära område i Fårösund. På området har sedan 2002 ett professionellt filmcenter med filmstudion Kustateljén och ett kulturhus etablerats. En av de drivande krafterna bakom utvecklingen har länge varit filmaren Arne Carlsson.
Film på Gotland fungerar som en samlingsorganisation för en mängd olika verksamheter rörande pedagogik, produktion och visning av film, inte minst för unga, och stöds av bland annat Svenska Filminstitutet, Statens Kulturråd och Region Gotland. Man förvaltar utrustning och kunskap för filmproduktion och ger vissa stöd till framför allt kort- och dokumentärfilmsproduktion på Gotland. Organisationen är också delaktig i de årliga arrangemangen omkring den internationella Bergmanveckan på Fårö med de anknutna "Talangdagarna på Fårö" för unga filmintresserade och förvaltande av det kulturella arvet efter regissören Ingmar Bergman. Dessutom är man en av arrangörerna bakom lokala filmfestivaler som kortfilmssatsningen Quickpix och den speciella dygnslånga tävlingen Noomaraton, som årligen lockar 400-500 tävlande i lag. Filmvisningar sker även i samarbete med Folkets Bio i Visby.

## Kustateljén
Kustateljén har sedan tidigt 2000-tal varit inspelningsplats för en mängd professionella långfilmer, tv-serier med mera. Verksamheten ingår också i ett internationellt inriktat filmkommissionsarbete i samband med Filmregion Stockholm-Mälardalen för att locka utländska produktioner till regionen.